# Prophecy (Soulfly)
Prophecy è il quarto album in studio del gruppo musicale statunitense Soulfly, pubblicato il 30 marzo 2004 dalla Roadrunner Records.

## Descrizione
L'unico singolo dell'album è stato Prophecy. La decima traccia In the Meantime è una cover degli Helmet.

## Tracce
Testi e musiche di Max Cavalera (eccetto dove indicato).
1. Prophecy – 3:35
2. Living Sacrifice – 5:03
3. Execution Style – 2:18
4. Defeat U – 2:10 (Cavalera, Marianino)
5. Mars – 5:25 (Cavalera, Eyesburn, Kojic)
6. I Believe – 5:53
7. Moses – 7:39
8. Born Again Anarchist – 3:43
9. Porrada – 4:07
10. In the Meantime – 4:45 (Hamilton) – cover degli Helmet
11. Soulfly IV – 6:04
12. Wings – 6:05 – dopo 0:20 secondi dal termine del brano (4:45-5:05) inizia una traccia fantasma senza titolo

## Formazione
Gruppo
- Max Cavalera - voce, chitarra, sitar, berimbau
- Marc Rizzo - chitarra
- Bobby Burns - basso
- Joe Nunez - batteria, percussioni

Altri musicisti
- David Ellefson - basso (nei brani 1, 4, 5, 6, 10)
- Mark Pringle - cori (nel brano 4)
- Danny Marianino - voce (nel brano 4)
- Asha Rabouin - cori (nel brano 6), voce (nel brano 12)
- Ljubomir Dimitrijević - fyelli, corno di camoscio, zurna, gaida, dvojnice, cornamusa (nei brani 3, 8, 11)

Cast tecnico
- Max Cavalera - produzione
- Gloria Cavalera - produzione esecutiva
- John Gray - registrazione
- John Gray, Sam Hofstedt - ingegneria del suono
- Terry Date - missaggio
- Ted Jensen - masterizzazione